# Wilhelm von Edelsheim (Politiker)

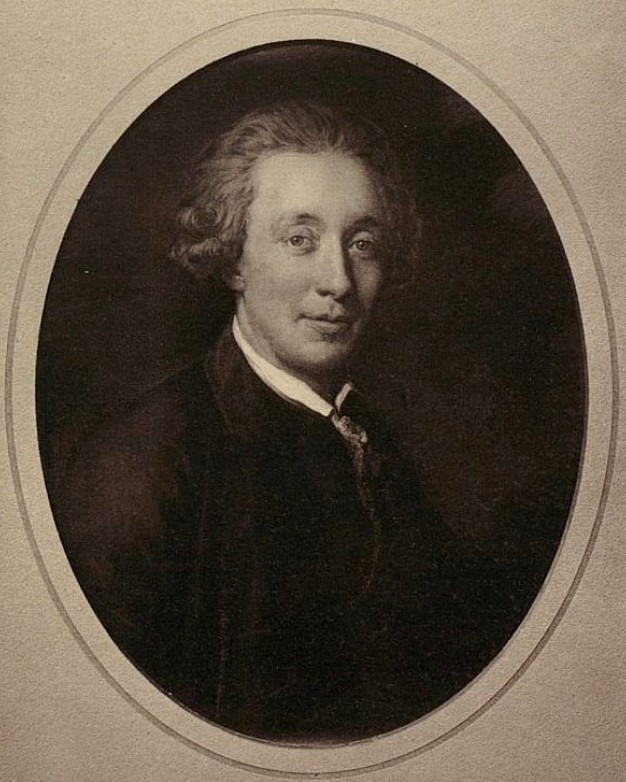
Wilhelm von Edelsheim – Foto eines Ölgemäldes von Raphael Mengs

Wilhelm Freiherr von Edelsheim (* 13. November 1737 in Hanau; † 6. Dezember 1793 in Karlsruhe) war ein badischer Diplomat und Politiker. 1788–1793 war er Präsident des Geheimrates und damit Regierungschef der wiedervereinigten Markgrafschaft Baden.

## Herkunft
Er entstammt dem fränkischen Geschlecht der Edelsheim und wurde als Sohn des Philipp Reinhard von Edelsheim und der Friederike Freiin von Zeschlin geboren. Sein Bruder war der spätere badische Staatsminister Georg Ludwig von Edelsheim.

## Leben
Er erhielt eine juristische Ausbildung an der Universität Göttingen und arbeitete danach am Reichskammergericht in Wetzlar.
1758 trat er als Hofrat in die Dienste des Markgrafen von Baden-Durlach, Karl Friedrich. 1763–1767 und 1772–1774 widmete er sich der Verwaltung der Familiengüter, bis diese Aufgabe von seinem jüngeren Bruder, Georg Ludwig, übernommen wurde. 1767–1769 war er im Auftrag des Markgrafen in Wien um die baden-badische Erbfolge diplomatisch abzusichern.
1774 zog Edelsheim nach Karlsruhe und wurde zum wirklichen geheimen Rat und Minister für auswärtige Angelegenheiten ernannt.
1776 führte er erfolgreich die Verhandlungen mit Pfalz-Zweibrücken über die Teilung der hinteren Grafschaft Sponheim.
In der Frage eines deutschen Fürstenbundes gegen das übermächtige Österreich votierte Edelsheim 1778 dagegen, änderte dann aber 1782 seine Meinung und wurde einer der Väter des 1785 geschlossenen Fürstenbundes.
Im März 1784 wurden in Badenweiler die römischen Badruinen entdeckt. Nach einem Besuch der Anlage im Sommer sorgte Edelsheim dafür, dass genügend Mittel für die Ausgrabungen zur Verfügung standen und Maßnahmen zum Schutz der Mauerreste vor der Witterung und vor Diebstahl ergriffen wurden.
Edelsheim war als badischer Gesandter bei der Krönung der Kaiser Leopold II. (9. Oktober 1790) und Franz II. (14. Juli 1792).
1793 schloss Edelsheim noch den Subsidienvertrag mit Großbritannien ab.
Edelsheim wird als Mensch mit vielseitigen Interessen und exzellenter Allgemeinbildung geschildert. Durch seine Tätigkeit am Karlsruher Hof kam er auch mit vielen herausragenden Persönlichkeiten in Kontakt, die den Markgrafen Karl Friedrich besuchten. Hierzu gehörten auch die französischen Physiokraten Mirabeau und Du Pont, sowie Lavater, Klopstock und Herder. Mit Goethe hatte er auch im Zusammenhang mit den Vorbereitungen zum Fürstenbund zu tun.
Edelsheim starb unverheiratet an einem Schlaganfall 1793 im zweiten Jahr des Ersten Koalitionskrieges der eine für Baden kritische Periode einleitete. Für Baden war der Tod des versierten Diplomaten ein schwerer Verlust.

## Ehrungen
Die Stadt Karlsruhe benannte 1897 die Edelsheimstraße nach Wilhelm von Edelsheim.